# خیرآباد (بلخ)
خیرآباد یک منطقهٔ مسکونی در افغانستان است که در ولایت بلخ واقع شده‌است.